# Žluťucha jednoduchá
Žluťucha jednoduchá (Thalictrum simplex) je nenápadná, i když poměrně vzrostlá, planě rostoucí rostlina považována v České republice za kriticky ohroženou, je jedním ze šesti druhů rodu žluťucha které se v Česku vyskytují.

## Taxonomie
Žluťucha jednoduchá se dělí do několika poddruhů. Obvykle je uznáváno, že ve Střední Evropě rostou poddruhy dva:
- žluťucha jednoduchá pravá (Thalictrum simplex L. subsp. simplex)
- žluťucha jednoduchá svízelová (Thalictrum simplex L. subsp. galioides) (DC.) Korsh.

V ČR roste pouze žluťucha jednoduchá svízelová. Od žluťuchy jednoduché pravé se z morfologického hlediska odlišuje tvarem báze koncového úkrojku terminálního lístku, jeho šířkou včetně počtem zoubků a výškou olistění lodyhy v květenství. Po karyologické stránce je ž. j. pravá cytotyp oktoploidní 2n = 56, kdežto ž. j. svízelová tetraploidní 2n = 28.

## Rozšíření
Druh žluťucha jednoduchá roste mimo severských oblastí téměř v celé Evropě a v Asii od Karpat přes Střední Asii, jižní Sibiř, Mongolsko, Čínu až po Koreu a Japonsko. Vyskytuje se na vlhkých, slatinných, kamenitých nebo křovinatých loukách a pastvinách i v teplomilných doubravách s dostatkem slunce, nejčastěji na vápnitém podloží v nížinách. V České republice se nachází jen velmi řídce ve střední a dolní části Polabí, v Českém středohoří a Dyjsko-svrateckém úvalu.

## Popis
Vytrvalá rostlina s přímou, jednoduchou lodyhou vysokou 30 až 100 cm která vyrůstá z plazivého oddenku. Přízemní listy má krátce řapíkaté a za květu již usychají. Obvykle jen nahoře rozvětvená lodyha je hustě porostlá 2 až 3krát zpeřenými, poměrně krátkými listy trojúhelníkovitého tvaru s ouškatými pochvami na bázích lysých řapíků. Vzpřímené lístky, na rubu světle a na líci tmavě zelené, jsou úzce klínovité až čárkovité, celokrajné nebo dvou až trojlaločné, na okraji podvinuté a bývají dlouhé 10 až 50 mm a široké 1 až 1,5 mm.
Květenství je hustá, štíhlá 10 až 30 cm dlouhá lata, se vzpřímenými větévkami zhruba stejně dlouhými, která je ve spodní polovině olistěná. Na koncích větévek vyrůstají na nejdříve ohnutých a později vzpřímených, 5 až 10 mm dlouhých stopkách, nevonící oboupohlavné květy s kopinatými listeny. Květy mají úzce vejčité, brzy opadávající čtyři okvětní lístky (jen kališní) 3 až 4 mm dlouhé, nažloutlé, nazelenalé nebo nafialovělé. Jedenáct až patnáct převislých tyčinek s nitkami dvojnásobně delšími než úzce podlouhlé prašníky ční z okvětí. Pestíků s jednodílnými semeníky se širokými přisedlými bliznami bývá devět až dvanáct. Kvetou v červnu a červenci, opylovány bývají entomogamně nebo anemogamně, hmyz na květy přilétá pro pyl. Chromozomové číslo je n = 7.
Plody jsou přisedlé žebernaté nažky vejčitého až elipsoidního tvaru 2 mm dlouhé které jsou nahoře zahnuty do háčku. Semena jsou dlouhá průměrně 2 mm a hmotnost tisíce semen je 0,9 gramu. Rostliny se rozmnožují rozrůstáním oddenků nebo semeny která roznáší vítr.

## Ohrožení
Jedná se o rostlinu v ČR poměrně vzácnou která má pouze několik málo lokalit výskytu a existující populace jsou navíc nepočetné. Žluťucha jednoduchá proto byla v "Seznamu zvláště chráněných druhů rostlin" dle vyhlášky Ministerstva životního prostředí ČR č. 395/1992 Sb. ve znění vyhl. č. 175/2006 Sb. a v "Červeném seznamu cévnatých rostlin České republiky" z roku 2012 prohlášena za druh kriticky ohrožený (§1) a (C1).